# اكتشاف وتطوير مضادات الأندروجين
اكتُشف أول مضاد للأندروجين في الستينيات. تعمل مضادات الأندروجين على مناهضة مستقبلات الأندروجين (إيه آر) وبالتالي تحجب التأثيرات البيولوجية لهرمون التستوستيرون والديهدروتستوستيرون (دي إتش تي). مضادات الأندروجين مهمة بالنسبة للرجال الذين يعانون من أمراض تستجيب للهرمونات مثل سرطان البروستات، وتضخم البروستاتا الحميد (بي إتش بّي)، وحب الشباب، والزهم، والشعرانية، والثعلبة الأندروجينة. تُستخدم مضادات الأندروجين بشكل أساسي في علاج أمراض البروستات. تشير الأبحاث منذ عام 2010 إلى أنه يمكن الربط بين مستقبلات الأندروجين وتطور مرض سرطان الثدي ثلاثي السلبية وسرطان القناة اللعابية، وأنه يمكن استخدام مضادات الأندروجين لعلاجه.
اعتبارًا من عام 2010، تعد مضادات الأندروجين جزيئات صغيرة ويمكن أن تكون إما ستيرويدية أو لاسترويدية اعتمادًا على كيمياء الربيطة. تشترك مضادات الأندروجين الستيرويدية في بنية الستيرويد المتماثلة، في حين تكون حوامل الخواص الدوائية لمضادات الأندروجين اللاستيرويدية (إن إس إيه إيه إس) متمايزة بنيويًا. يتوفر عدد محدود فقط من المركبات للاستخدام السريري، على الرغم من حقيقة اكتشاف وبحث مجموعة كبيرة جدًا من المركبات المضادة للأندروجين.

## مستقبل الأندروجين
ينتمي مستقبل الأندروجين إلى فصيلة مستقبلات الستيرويدات الفرعية التي تنحدر من فوق فصيلة المستقبلات النووية. تُنظَّم وظيفتها من خلال ارتباط الأندروجينات، الذي يتسبب بالبدء بتغيرات متعاقبة في الشكل الفراغي للمستقبلات، والتي تؤثر بدورها على التفاعلات بين المستقبل -بروتين والمستقبل- حمض النووي. الأندروجينات ذاتية التنشؤ هي في الأساس هرمون التستوستيرون والديهدروتستوستيرون. يُعبر عن مستقبلات الأندروجين في خلايا مجموعة واسعة من الأنسجة، في جميع أنحاء الجسم، وراء الأعضاء التناسلية الأولية والثانوية.
يبلغ طول جين مستقبل الأندروجين أكثر من 90 كيلو بايت ويُرمِّز لبروتين يتكون من 919 حمض أميني. حُدد جين واحد فقط لمستقبل الأندروجين في البشر ويقع على الكروموسوم إكس. ويتألف من أربع مناطق رئيسية:
1. نطاق النهاية الأمينية (إن تي دي) الذي يخدم وظيفة التعديل.
2. نطاق ربط الحمض النووي (دي بي دي) الذي يتعرف على عناصر استجابة الأندروجين ويربطها (إيه آرإي) في تسلسل الجين المستهدف.
3. نطاق ربط الربيطة (إل بي دي) وهو المسؤول عن التعرف على الربيطة وربطها.
4. منطقة مفصلية صغيرة بين دي بي دي إل بي دي.

حددت وظيفتين في مستقبلات الأندروجين ذات أدوار حاسمة في تنظيم معاملات الجينات المستهدفة، وظيفة التنشيط1 عند النهاية الأمينية (إيه إف1) ووظيفة التنشيط 2عند النهاية الكربوكسيلية (إيه إف2).إيه إف 1مستقلة عن الربيطة وتلعب الدور الأساسي في المعاملات الجينية المستهدفة. إيه إف2 مرتبطة بالربيطة وتُظهر وظيفة محدودة فقط.

### آلية العمل
يقع مستقبل الأندروجين غير المرتبط بشكل أساسي في السيتوبلازما، مثل مستقبل الستيرويد النموذجي، ويرتبط بمجموعة من بروتينات الصدمة الحرارية (إتش إس بّي) من خلال التداخلات مع نطاق ربط الربيطة. تضع الأندروجينات نفسها، سواء كانت ناهضات أو مناهضات، في جيب ارتباط الربيطة (إل بي بّي) لمستقبل الأندروجين الخلوي وترتبط بنطاق ربط الربيطة. يمر مستقبل الأندروجين بسلسلة من التغييرات التوافقية وتنفصل بروتينات الصدمة الحرارية عن مستقبل الأندروجين. يخضع مستقبل الأندروجين المتحوَّل إلى ديمرة وفسفرة ويُنقل إلى النواة. ثم يرتبط المستقبل المنقول بعناصر استجابة الأندروجين (إيه آر إي) على محفز جين الاستجابة الأندروجيني، وهو تسلسل توافقي يقع إما في قبل أو بعد موقع بدء النسخ (تي إس إس) لجينات مستقبل الأندروجين المستهدفة. يضمن تجنيد عوامل النسخ المشاركة الأخرى (بما في ذلك المنشطات المشاركة والكابحات المشاركة) وتضمن آلية النسخ العامة إجراء معاملات التعبير الجيني المنظم لمستقبل الأندروجين. يتم بدء كل هذه العمليات المعقدة من خلال التغييرات الشكلية المُحرضة عن طريق ارتباط الربيطة في نطاق ربط الربيطة. قد يكون تجنيد الربيطة المحدد للبروتينات المنظِمة المشاركة أمرًا حاسمًا بخصوص النشاط الناهض أو المناهض لربائط مستقبل الأندروجين. ربط الدنا مطلوب أيضَا من أجل التعبير الجيني المنظم لمستقبل الأندروجين، والمعروف أيضًا بوظيفة الجين الجينومي الكلاسيكية لمستقبل الأندروجين.

## تطوير مضادات الأندروجينات
السيبروتيرون هو مضاد أندروجين ستيرويدي يثبط بشكل تنافسي ارتباط التستوستيرون أو دي إتش إي بمستقبل الأندروجين. يرتبط السيبروتيرون بمستقبلات الأندروجين التي يُعبر عنها بواسطة خلايا سرطان البروستات بالإضافة إلى مستقبلات الأندروجين التي يُعبر عنها في الوطاء والنخامى. لذلك، يمنع السيبروتيرون التغذية السلبية الراجعة للأندروجينات على مستوى الوطاء – النخامى، ما يؤدي إلى زيادة مستويات الهرمون المُلوتِن (إل إتش) في المصل. يؤدي هذا الارتفاع في مستويات الهرمون المُلوتن إلى زيادة مستويات هرمون التستوستيرون في المصل ويقلل في النهاية من قدرة السيبروتيرون على المنافسة للارتباط بمستقبل الأندروجين ويحجب التحفيز الأندروجيني.
طُوّر أسيتات السيبروتيرون للتغلب على هذه المشكلة. والذي يتشكل عن طريق إضافة مجموعة أسيتات إلى السيبروتيرون. لأسيتات السيبروتيرون طريقة عمل مزدوجة حيث يتنافس مباشرة مع الدي إتش إي للارتباط بمستقبل الأندروجين، ولكنه يمنع أيضًا إفراز موجهات الغدد التناسلية. وبالتالي يقلل من مستويات الأندروجين والإستروجين والهرمون الملوتِن. يعمل أسيتات السيبروتيرون بشكل مباشر كمضاد للأندروجين في خلايا سرطان البروستات ويعمل أيضًا على خفض مستويات هرمون التستوستيرون في الدم بشكل غير مباشر. يتسبب هذا الأخير في تقييدات لأسيتات السيبروتيرون، والتي تعد تأثيرات مركزية على إفراز الأندروجين، مع فقدان الدافع الجنسي والفعالية الجنسية لاحقًا. تشير العديد من التقارير أيضًا إلى أن أسيتات السيبروتيرون يسبب فرط تنسج في الكبد. أعطت هذه الآثار الجانبية شركات الأدوية الحافز للبحث عن مضادات أندروجين لا ستيرويدية بديلة «نقية» لا تسبب هذه الآثار الجانبية. تعمل مضادات الأندروجين النقية على حجب مستقبلات الأندروجين دون التسبب بأي نشاط ناهض أو أي نشاط هرموني آخر.
أصبح الفلوتامايد أول مضاد أندروجيني لاستيرويدي يُختبر سريريًا. في وقت لاحق طورت مركبات إن إس إيه إيه البايكلوتامايد والنايلوتامايد. كانت المزايا المزعومة لهذه المركبات هي أنها لا تؤثر على الدافع أو الفاعلية الجنسية مثل المركبات الأخرى، التي تؤثر مركزيًا والتي مازالت قيد التطوير، وناهضات الهرمون المطلق لموجهة الغدد التناسلية (إل إتش آر إتش)، وأسيتات السيبروتيرون. لكن هذه النظرية لم تثبت صحتها. عبرت هذه الإن إس إيه إيه إس في النهاية الحاجز الدموي الدماغي، مثل أسيتات السيبروتيرون، ما أدى إلى زيادة لاحقة في مستويات هرمون التستوستيرون في الدم.

### الفلوتامايد
الفلوتامايد هو مشابه أريل بروبيوناميد بخصائص نقية مضادة للأندروجين. يُمتص بشكل كامل من الجهاز الهضمي بعد تناوله عن طريق الفم ويخضع لتأثير المرور الأول على نطاق واسع متحولًا إلى شكله النشط، 2-هيدروكسي فلوتامايد، ومنتج التحلل المائي، 3-ثلاثي فلورو ميثيل-4 -نيتروانيلين. هيدروكسي الفلوتاميد هو مناهض أقوى لمستقبل الأندروجين من الفلوتاميد في الجسم الحي، مع ألفة ارتباط أعلى لمستقبل الأندروجين. عمر النصف لإطراح هيدروكسي فلوتاميد عند البشر حوالي 8 ساعات. يمثل التحلل المائي لرابطة الأميد المساراليضيأيضي الاللببالااااااليضية الرئيسي لهذا المُستقلب النشط. من خلال عكس التأثير التحفيزي للديهدروتيستيرون على وزن البروستات البطني، يكون الفلوتاميد أقوى مرتين تقريبًا من أسيتات السيبروتيرون. يمتلك هيدروكسي الفلوتامايد ألفة ارتباط منخفضة نسبيًا لمستقبل الأندروجين، ولذلك يستخدم بشكل عام بجرعات عالية من أجل تحقيق حجب كامل لمستقبلات الأندروجين في العلاج.